# St. Lunaire-Griquet
Pour les articles homonymes, voir Lunaire et Saint-Lunaire.
St. Lunaire-Griquet est une ville du Canada située dans la province de Terre-Neuve-et-Labrador.
Le village a d'abord été appelé Saint-Leonorius par les Bretons établis à cet endroit à compter de 1530, probablement originaires de Saint-Malo.
Une des principales activités économiques est la pêche, depuis des siècles. La pêche au phoque y est toujours pratiquée.